# Коморы
Комо́ры (ком. Komori [ko.mo.ri], фр. Comores, араб. جُزُر الْقُمُر‎ [d͡ʒu.zur al.qu.mur]) официальное название — Сою́з Комо́рских Острово́в (фр. Union des Comores [ynjɔ̃ de kɔˈmɔːʁ], араб. الاِتِّحَاد الْقُمُرِيّ‎ [a.lit.ti.ħaːd al.qu.mu.rijː], ком. Udzima wa Komori). В русском языке традиционно используется название Комо́рские Острова́ (до 1978 года — Коморское государство, до 2002 года — Федеративная Исламская Республика Коморские Острова) — государство в Восточной Африке. Расположено в Индийском океане в северной части Мозамбикского пролива между северным Мадагаскаром и северным Мозамбиком. Площадь — 1862 км² (с островом Майотта — 2235 км²). Население — 846 281 человек (2020, без учёта Майотты, с ней — более 1 050 000 человек), главным образом народ коморцы или анталоатра. Столица — город Морони.
Среди островных государств Коморские Острова являются одними из самых бедных в мире. По ВВП на душу населения (номинал) — $1 294 (2-е самое низкое после Мадагаскара, 2022 год). По ВВП на душу населения (ППС) — $3 363 (7-е самое низкое после Мадагаскара, Кирибати, Соломоновых Островов, Вануату, Гаити и Папуа — Новой Гвинеи, 2022 год).
Официальные языки — коморский (родственный языку суахили), французский и арабский. Государственная религия — ислам.

## Этимология
Название государства происходит от араб. القَمَرٌ‎ al-qamar, что означает «Луна». Европейские географы со II века, начиная с трудов Птолемея, изображали на картах Африки вымышленные Лунные горы. По мере изучения континента местонахождение этих гор «смещалось» всё дальше к югу. Так продолжалось до XVI века, пока португальские мореплаватели не открыли острова и приняли их арабское название «Джезаир-эль-Комра» («лунные острова», что связано с бытовавшим в этой местности культом Луны; впоследствии изображение Луны поместили на официальный флаг страны). Закреплению названия Коморские (то есть «Лунные») острова в европейском употреблении способствовал давний миф о Лунных горах. В арабских источниках Коморские острова часто именовались «Малыми Лунными островами», в отличие от Мадагаскара, который именовался «Большим Лунным островом».

## География

Карта Комор

Государство расположено на вулканическом архипелаге Коморских островов, включающем четыре главных острова. Острова Нгазиджа (Гранд-Комор), Ндзуани (Анжуан) и Мвали (Мохели) фактически составляют Союз Коморских Островов, а остров Майотта фактически имеет статус «заморского региона» Франции, но на него претендует Союз Коморских Островов.

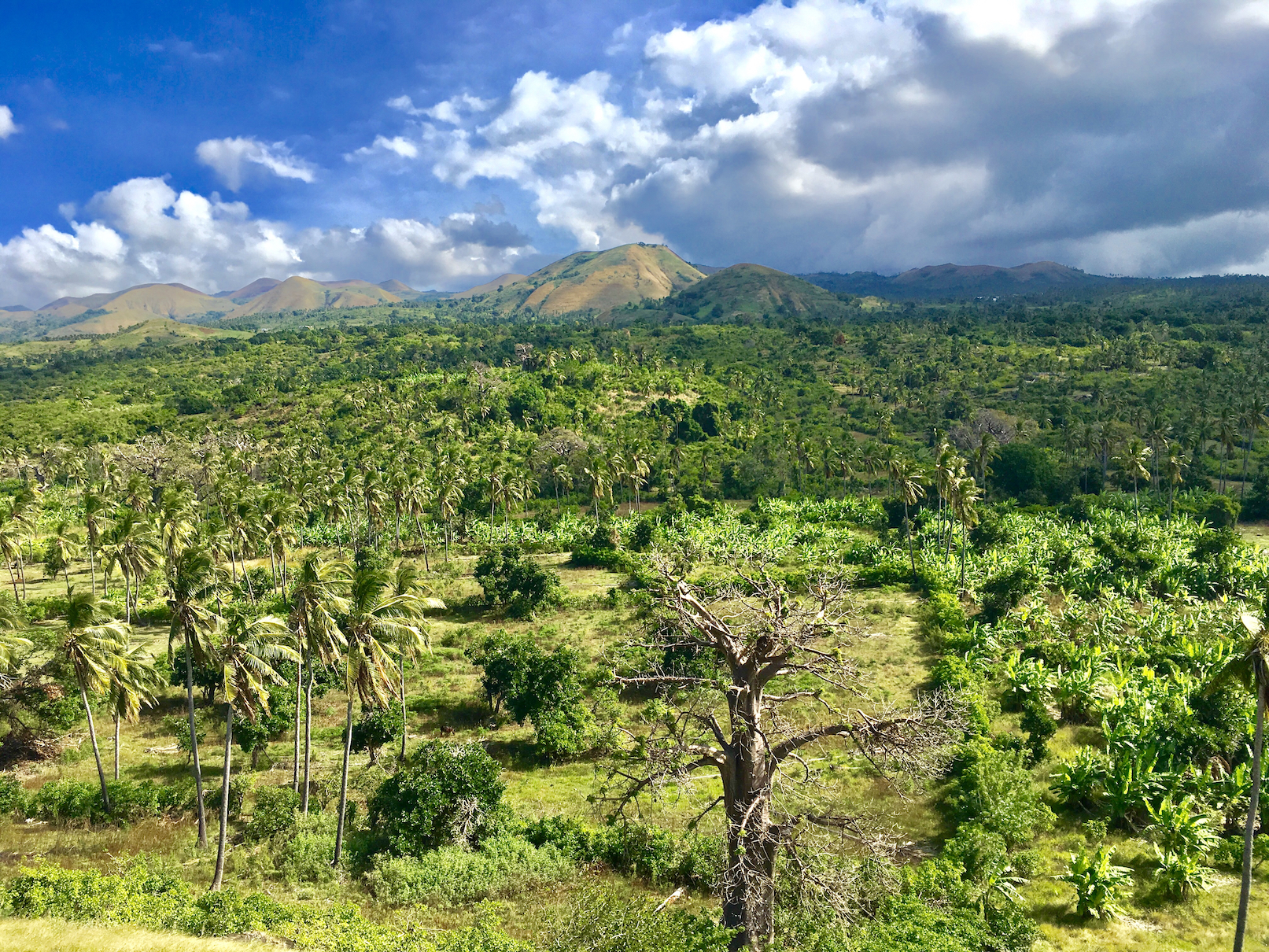
Коморский ландшафт

Высшая точка — действующий вулкан Картала (2361 м). В настоящее время Картала является одним из самых активных вулканов в мире, с зафиксированными извержениями в 1991, 2005 и 2006 годах (во время извержения 2005 года, которое длилось с 17 по 19 апреля, было эвакуировано 40 000 граждан). Острова гористы, окружены коралловыми рифами. Климат тропический, влажный и жаркий. Осадков от 1100 до 3000 мм в год. Два основных сезона отличаются друг от друга количеством дождей. Средняя температура достигает 29—30 °C в марте, самом жарком месяце сезона дождей (длится с ноября по апрель), и в среднем 19 °C в прохладный сухой сезон (длится с мая по октябрь). Острова редко подвергаются воздействию циклонов. Верхние части склонов гор покрыты густыми тропическими лесами, ниже располагаются саванны и кустарниковые заросли. Круглый год существует опасность заражения малярией.

### Природа
Растительность
Растительность представлена сахарным тростником, кокосовой пальмой, бананом, кофейным деревом, гвоздикой. Также на Коморах растёт 72 вида орхидей.
Животный мир
Разнообразие млекопитающих Коморских островов, как и большинства других молодых вулканических островов, ограничено морскими млекопитающими и летучими мышами.
На Коморах обитает одно из редчайших животных на Земле — крылан Ливингстона, встречающееся всего на двух островах.

## История

### Древняя история
Судя по результатам археологических раскопок, остров Анжуан был заселён ещё в V веке н. э. В XII веке архипелаг попал под власть султаната Килвы, созданного арабами на восточном побережье Африки (территория современной Танзании). Впервые острова описаны в 1598 году голландским путешественником К. Хаутманом. Попытка направлявшихся в Индию португальцев обосноваться на островах в 1610-х годах потерпела неудачу из-за отпора местных жителей. После распада Килвы здесь были многочисленные враждующие между собой султанаты, возросло влияние ислама, насаждаемого выходцами из Шираза (Персия).
С 1600-х годов началась вторая волна заселения островов выходцами из Африки, стран Арабского Востока и острова Мадагаскар. Архипелаг также был пристанищем пиратов, которые привезли сюда пленённых индийцев и китайцев. С 1785 года с целью захвата рабов совершались набеги с Мадагаскара, из-за чего в начале XIX века остров Майотта практически обезлюдел и вместе с островом Мохели контролировался правителями Мадагаскара.

### Колониальный период
В 1841 году Франция захватила остров Майотта, и с 1843 года он стал её протекторатом. В 1886—1892 годах установлен протекторат над островами Анжуан, Гранд-Комор и Мохели. С 1909 года архипелаг официально объявлен французской колонией, а в 1912 году в административном отношении присоединён к Мадагаскару.
Хозяйства колонистов базировались на выращивании ванили, гвоздики и кофе. Местная элита тесно сотрудничала с колониальной администрацией. После оккупации британскими войсками во время Второй мировой войны, согласно новой конституции Франции, в 1947 году был получен статус её «заморской территории». В 1957 году учреждён Правительственный совет (в 1961 году его возглавил уроженец страны С. М. Шейх), в 1961 году учреждена избираемая Палата депутатов. Местное самоуправление (кроме вопросов финансов, обороны и внешних отношений) введено с 1968 года. Административный центр в 1968 году был перенесён из города Мамудзу (остров Майотта) в город Морони (остров Гранд-Комор). Администрацию возглавлял верховный комиссар.
Первые политические организации, представлявшие разные группы мусульманской аристократии, возникли в 1962 году: «Демократический союз Коморских островов» (ДСКО, создан С. М. Шейхом) — так называемая «Партия зелёных» (партия высших государственных служащих) и «Демократическое объединение коморского народа» (ДОК), получившее название «партия белых» или «партия принцев». В 1963 году коморской общиной в Танганьике было создано «Движение за национальное освобождение Коморских островов» (МОЛИНАКО), признанное ОАЕ лидером национально-освободительного движения на островах. На архипелаге с 1970 года действовало его отделение — «Партия эволюции Комор» (ПЭК). В 1972 году на острове Гранд-Комор создана «Партия народа» («Умма»).
На референдуме по вопросу независимости (декабрь 1974 года) большинство жителей архипелага высказалось положительно. Из них, 96 % жителей островов Анжуан, Гранд-Комор и Мохели проголосовали «за» его отделение от Франции, а 64 % населения острова Майотта — «против». 6 июля 1975 года местная Палата депутатов в одностороннем порядке провозгласила независимую Республику Коморские Острова (РКО), контролируя три острова: Анжуан, Гранд-Комор и Мохели. Президентом стал председатель Правительственного совета Ахмед Абдаллах. Этот совет был упразднён, сформирован парламент, принята конституция, и восстановлены арабские названия островов.
В ноябре 1975 года Коморы были приняты в ООН в составе четырёх островов как единое государство. Франция, признав независимость РКО, в одностороннем порядке закрепила за островом Майотта статус своей «территориальной единицы».

### После получения независимости
В результате бескровного государственного переворота 3 августа 1975 года к власти пришёл симпатизировавший маоизму Али Суалих, который провозгласил курс на так называемый национальный социализм: национализация крупных земельных владений и собственности высланных из страны французских колонистов, введение планирования в экономике, отмена действия законов шариата и ограничение влияния мусульманского духовенства, роспуск политических партий. Антиисламская направленность политики правительства привела к дестабилизизации обстановки в стране. РКО оказалась в условиях международной изоляции.
В мае 1978 произошёл новый переворот, возглавленный французским наёмником Бобом Денаром (Али Суалих убит, власть вновь перешла к А. Абдаллаху). Возобновлена деятельность административного аппарата, частных французских и местных компаний, возвращена земля крупным собственникам, поощрялись иностранные инвестиции, восстановлены дипломатические отношения с Францией.
Согласно конституции 1978 года страна переименована в Федеральную Исламскую Республику Коморские Острова (ФИРКО), парламент — в Федеральную ассамблею, а ислам объявлен государственной религией. После введения однопартийной системы (1979) единственной партией стал правящий «Коморский союз за прогресс» («Уджима», создан в 1982 году).
6 декабря 1979 года Генеральная Ассамблея ООН признала за государством Коморские Острова права на остров Майотта.
Авторитарность режима А. Абдаллаха, переизбранного в 1984 (99 % голосов), и подавление любых оппозиционных взглядов привели в ноябре 1989 года к перевороту, в ходе которого он был убит.
Президентские выборы 1990 года прошли в условиях многопартийности (созданы 14 легальных партий). Президентом был избран Саид Мохамед Джохар (55,3 % голосов). Постоянная конфронтация партий способствовала новому перевороту в сентябре 1995 года, осуществлённому иностранными наёмниками. В 1996—1998 годах президентский пост занимал Мохамед Таки Абдулкарим. Новая конституция (1996) закрепила существование многопартийности и ислама в качестве государственной религии.
После кончины президента этот пост занял Т. Массунде. Ухудшение экономического положения (в том числе из-за падения мировых цен на ваниль и гвоздику) и сепаратизм (провозглашение в одностороннем порядке независимости островами Анжуан и Мохели в 1997 году) дестабилизировали ситуацию в стране. В результате военного переворота 30 апреля 1999 года к власти пришёл полковник Азали Ассумани. В 2001 году правительственные войска предотвратили попытки военных переворотов на островах Анжуан и Мохели.
После проведения 21 декабря 2001 года референдума одобрена новая конституция, предоставлявшая островам более широкие автономные права. Страна стала называться Союз Коморских Островов (СКО). На президентских выборах 14 апреля 2002 года (откладываемых несколько раз и прошедших в два тура) победил А. Ассумани. В марте-апреле того же года избраны президенты островов Анжуан и Мохели. Президентом острова Гранд-Комор избран в мае 2002 года противник А. Ассумани А. С. Эльбак (63 % голосов).
По конституции 2001 года, Коморы сохраняют претензии на остров Майотта, считая его неотъемлемой частью и одним из четырёх автономных островов государства.
Остров Ндзуани проявляет сепаратистские настроения и даже объявил о создании у себя офшорной зоны, которая не была признана официальными властями Комор.

## Государственное устройство
Республика. Президент — Азали Ассумани (в должности с 26 мая 2016 года).
По конституции 2001 года президент страны избирается на 4 года, до принятия на конституционном референдуме соответствующих изменений кандидатов представляли в порядке очерёдности каждый из трёх островов. В 2002 году президентом был выбран Азали Ассумани с Нгазиджи, в 2006 — Ахмед Абдалла Самби с Ндзуани, он же является действующим президентом.
Национальная ассамблея Союза Комор — законодательный (представительный) орган страны из 33 депутатов, из них 18 избираются всеобщим голосованием, 15 — ассамблеями трёх островов, на пятилетний срок.

### Армия
Вооружённые силы Коморских островов состоят из небольшой регулярной армии и полиции в 500 человек, а также 500 членов сил обороны. Договор о взаимной обороне с Францией обеспечивает морские силы для защиты территориальных вод, обучение Коморских военнослужащих и воздушное наблюдение. Франция держит несколько старших офицеров в правительстве Коморских островов. Франция имеет небольшую морскую базу и отряд иностранного легиона (DLEM) на Майотте. Расходы на вооружённые силы (1500 чел.) составляют 3 % ВВП (на 2002 год).

### Внешняя политика
Коморы являются довольно закрытой страной. Гражданам абсолютно всех государств для въезда в Коморы необходимо заранее получить визу.
Традиционным европейским партнёром Комор является бывшая его метрополия — Франция, а также Германия.

## Административное деление
Согласно действующей Конституции 2001 года, Союз Коморских Островов является федеративным государством и состоит из четырёх автономных островов, включая Маоре (Майотта), подконтрольный Франции. Фактически Коморы включают только три автономных региона (острова), соответствующие крупнейшим островам, на которых расположены 16 префектур.
Площадь и численность населения (по данным переписи 2017 года) основных островов следующие:
| Название | Площадь км2 | Население Перепись 2017 года |
| -------- | ----------- | ---------------------------- |
| Мвали    | 211         | 51,567                       |
| Нгазиджа | 1,024       | 379,367                      |
| Ндзуани  | 424         | 327,382                      |
| Итого    | 1,659       | 758,316                      |

## Население

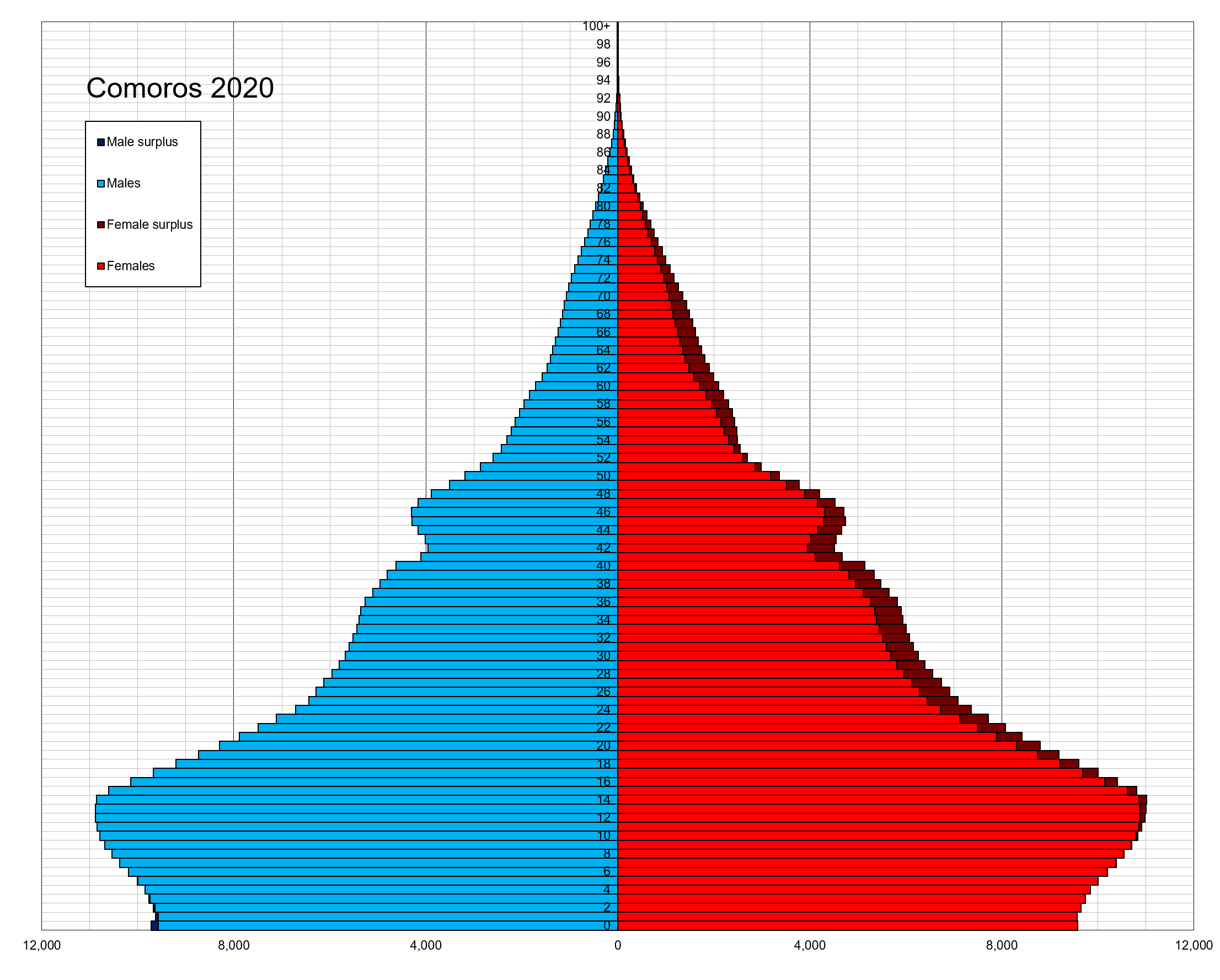
Возрастно-половая пирамида населения Комор на 2020 год

Численность населения — 889 561 человека (май 2021), без учёта Майотты, с ней — более 1 050 000 человек.
По данным переписи населения 2012 года, население страны составили 724 294 человека (без учёта Майотты, с ней — около 936 900 человек).
Годовой прирост — 8492 (2021).
Средняя продолжительность жизни — 64,2 года (61,8 — мужчины, 66,7 — женщины).
Этно-расовый состав: анталаотра (метисы афро-арабо-малагасийского происхождения) — более 95 %, макуа (негры банту) — 1,5 %, арабы — 0,5 %, малагасийцы — 0,5 %, а также: персы, французы, индийцы (по 0,2 %), экспаты из Франции и Африки.
Языки: официальные — арабский и французский, большинство населения говорит на коморском языке (ответвлении суахили с большой примесью арабского).
Религии: в основном мусульмане-сунниты, небольшое число мусульман-шиитов, французы и часть малагасийцев — христиане-католики (см. Католицизм на Коморских островах).
Уровень грамотности среди мужского взрослого населения составляет 81,81 % (206 888 человек), среди женского — 73,72 % (192 608 человек).

## Экономика
Коморы — одно из беднейших государств мира. ВВП (номинал) на душу населения в 2022 году — 1 294 долларов США (164-е место в мире). Ниже уровня бедности — 60 % населения. Природные ресурсы незначительны, низкий уровень квалификации рабочей силы, большой рост населения, сильная зависимость от иностранной помощи. Страна не обеспечивает себя продовольствием — рис, основной продукт питания коморцев, занимает основную долю в импорте. Правительство пытается повысить уровень грамотности и трудовой квалификации, стремится приватизировать коммерческие и промышленные предприятия, улучшить здравоохранение, развивать туризм, уменьшить рост населения.
Сельское хозяйство (40 % ВВП, 80 % работающих): ваниль, гвоздика, иланг-иланг, копра, кокосы, бананы, маниок (тапиока); рыболовство.
Промышленность (4 % ВВП): парфюмерия и переработка сельхозсырья.
Сфера обслуживания — 56 % ВВП.
Экспорт в 2017 году (74 млн долларов США): гвоздика (41,1 млн долларов США), эфирные масла (14,4 млн долларов США), ваниль (13,1 млн долларов США) и др.
Основные покупатели — Индия (33 %), Франция (20 %), Индонезия (13 %), Германия (8,8 %) и США (6,9 %).
Импорт в 2017 году (296 млн долларов США): текстильные товары (80,7 млн долларов США); продукция животноводства (26,7 млн долларов США), в том числе мясо птицы (15 млн долларов США); продукция растениеводства (24,1 млн долларов США), в том числе рис (18,5 млн долларов США); машины и оборудование (23,9 млн долларов США); мебель (22,9 млн долларов США) и др.
Основные поставщики — Танзания (30 %), Китай (22 %), Франция (11 %), Пакистан (7,9 %), Индия (6,6 %).
Входит в международную организацию стран АКТ.

## Транспорт и связь
Протяжённость автодорог — 230 км. Железных дорог нет. Через аэропорт в Дзаудзи осуществляются регулярные рейсы на Мадагаскар, Реюньон, в Египет, Кению, Танзанию, Эфиопию, в Стамбул (сезонно) и на острова архипелага. Морской порт в Лонгони.
Пользователей мобильной связи — 446 868 чел. (173-е место в мире). Пользователей Интернета — 5,1 % от населения страны (168-е место в мире).

## Культура

### Национальная одежда

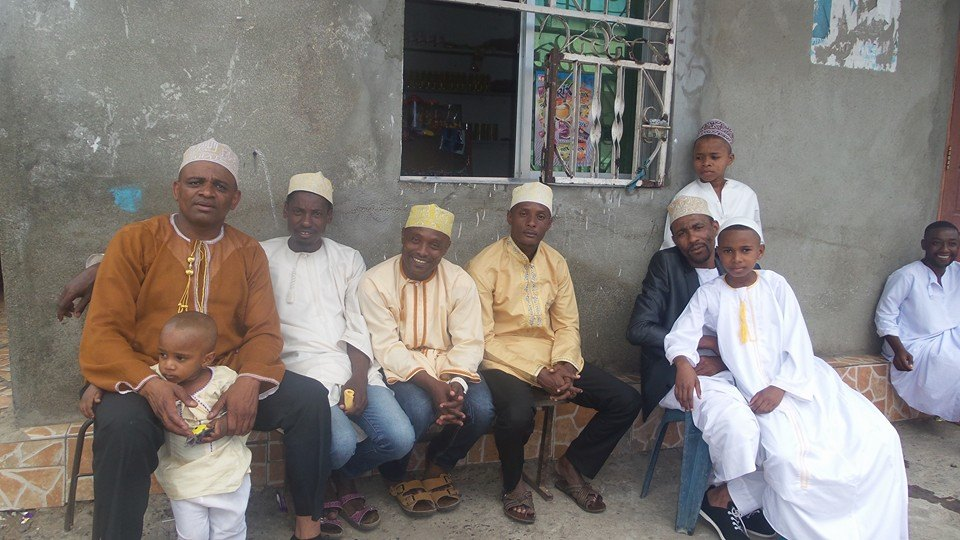
Жители деревни Бангва-Кууни, Нгазиджа

Традиционно женщины на Ндзуани носят одежду с красными и белыми узорами, называемую широмани, в то время как на Нгазидже и Мвали носят разноцветные шали, называемые лесо. Многие женщины наносят на лицо пасту из молотого сандалового дерева и коралла, называемую мсиндзано. Традиционной мужской одеждой является длинная белая рубашка, известная как нканду, и шляпа, называемая кофия.

### Родовая система
Коморское общество имеет двустороннюю родовую систему. Принадлежность к роду и наследование недвижимого имущества (земля, жильё) носит матрилинейный характер и передаётся по материнской линии, как и у многих народов банту, которые также являются матрилинейными, в то время как другие блага и отчества передаются по мужской линии. Однако между островами есть различия: на Нгазидже матрилинейный элемент выражен сильнее.

## Образование
В стране присутствует обязательное 9-летнее образование.
- Коморский университет

## СМИ
Государственная телерадиокомпания ORTC («Управление радио и телевидения Комор»), включает в себя радиостанцию Radio Comores и телеканал ORTC TV.